# Royat
Royat é uma comuna francesa na região administrativa de Auvérnia-Ródano-Alpes, no departamento Puy-de-Dôme. Estende-se por uma área de 6,62 km². Em 2010 a comuna tinha 4 625 habitantes (densidade: 698,6 hab./km²).